# Ребриха
Ребри́ха — село в Алтайском крае России, административный центр Ребрихинского района.

## География
Расположено в 110 км к западу от краевого центра города Барнаула. До железнодорожной станции Ребриха 12 км.
Климат
| Показатель                                                                                                   | Янв.  | Фев.  | Март  | Апр.  | Май  | Июнь | Июль | Авг. | Сен. | Окт. | Нояб. | Дек.  | Год |
| --- | ----- | ----- | ----- | ----- | ---- | ---- | ---- | ---- | ---- | ---- | ----- | ----- | --- |
| Абсолютный максимум, °C                                                                                      | 7,6   | 6,6   | 14,6  | 31,8  | 37   | 38,9 | 40   | 36,8 | 33,1 | 27,0 | 15,3  | 6,1   | 40  |
| Средняя температура, °C                                                                                      | −16,1 | −14,8 | −8    | 3,3   | 12,4 | 17,5 | 19,6 | 17,0 | 10,5 | 3,3  | −6,7  | −13,2 | 2,1 |
| Абсолютный минимум, °C                                                                                       | −50   | −43,9 | −38,3 | −32,2 | −7,6 | −2,2 | 1,1  | −1,1 | −7   | −26  | −40,5 | −42,3 | −50 |
| Норма осадков, мм                                                                                            | 19    | 16    | 17    | 25    | 38   | 48   | 66   | 47   | 32   | 34   | 32    | 25    | 399 |
| Источник: ФГБУ "ВНИИГМИ-МЦД", Climatebase.ru. Дата обращения: 22 апреля 2012. Архивировано 15 мая 2012 года. |       |       |       |       |      |      |      |      |      |      |       |       |     |

## История
Основано в 1779 году группой крестьян из соседних сёл.
В конце XIX — начале XX века село значительно выросло благодаря притоку переселенцев. Близкое расположение железной дороги обеспечило дальнейший рост села.Название села происходит от одноимённой реки, притока Касмалы.
По данным Справочной книги Томской епархии за 1909—1910 год Ребриха имела деревянную однопрестольную церковь во имя Св. Архистратига Божия Михаила 1885 г. постройки. При церкви имелось 132 дес. пахотной земли и 132 дес. сенокосов. Расстояние до центра Томской губернии — города Томска составляло 500 вёрст. Старшим священником был Иоанн Васильевич Белозёрский (в 1909/1910 г. 32 года). Иоанн Белозёрский окончил Томскую духовную семинарию. Рукоположён в священники 13 июня 1900 г.
В 1893 г. в селе проживало 648 мужчин и 724 женщины, всего населения — 1372 человека. Имелось 223 крестьянских дворов и 4 не крестьянских. В селе располагалась церковь, два питейных заведения и трактир.
В 1897 г. была образована Ребрихинская волость, Барнаульского уезда Томской губернии.
Согласно Спискам населённых мест Томской губернии на 1911 г. село Ребриха относится к крупным сёлам Барнаульского округа. Является центром Ребрихинской волости. Имеет население 5299 человек (мужчин — 2666, женщин — 2633), 744 двора. Имелось 17726 дес. земли (17200 га). В селе располагалось церковь, церковно-приходская школа, двуклассное училище Министерства народного просвещения Российской империи, волостное правление, 2 ярмарки, казённая винная лавка, еженедельный базар, 5 лавок, паровая мукомольная мельница, 3 маслодельных завода, 3 маслобойных завода, 4 ветряных мельницы, 2 кожевенных завода, приют для сирот и кредитное товарищество.
27 мая 1924 года Барнаульский уезд был разделён на 14 районов. Село Ребриха стало районным центром.
В 1928 г. по данным Списка мест Юго-Западной Сибири село Ребриха (4653 жителя и 880 дворов) — центр Ребрихинского района имело районный исполнительный комитет, совхоз, школу 1 ступени,7-летнюю школу, школу малограмотных, детский дом, избу-читальню, библиотеку, районную больницу, агрономический и ветеринарный пункт, почтово-телеграфное отделение, ссудно-сберегательную кассу, лавку общественного потребления и кредитное товарищество.

## Население
| 1926  | 1959  | 1970  | 1979  | 1989  | 1997  | 1998  | 1999  | 2000  |
| ----- | ----- | ----- | ----- | ----- | ----- | ----- | ----- | ----- |
| 4653  | ↗8137 | ↘7964 | ↗8614 | ↘8604 | ↗8935 | ↗8977 | ↗8988 | ↘8914 |
| 2001  | 2002  | 2003  | 2004  | 2005  | 2006  | 2007  | 2008  | 2009  |
| ↗9232 | ↘8771 | ↗8923 | ↘8897 | ↘8837 | ↗8904 | ↘8786 | ↘8625 | ↗8722 |
| 2010  | 2011  | 2012  | 2013  | 2014  | 2015  | 2021  |       |       |
| ↘8468 | ↘8451 | ↘8407 | ↘8339 | ↘8207 | ↘8182 | ↘7544 |       |       |

## Социальная сфера
Социальная сфера села представлена разнообразными учреждениями: средняя школа, специализированная коррекционная школа-интернат, два детских сада, районная больница, поликлиника, 6 аптек, Ребрихинский лицей профессионального образования, выпускающий трактористов-машинистов сельскохозяйственного производства, кондитеров, продавцов продовольственных товаров. Также в селе находится Ребрихинская детская школа искусств, районная библиотека и краеведческий музей.
Ряд улиц села имеют асфальтовое покрытие. В центре села имеются двух- и трёхэтажные многоквартирные дома, однако большинство населения проживает в типичных сельских домах на одну семью.

## Экономика
В селе находятся Ребрихинский филиал Центрального ДСУ, Ребрихинская продовольственная компания. На реке Касмале в районе Ребрихи построено водохранилище объёмом около 1 млн м³, используемое для рыборазведения, орошения, отдыха населения. Длина дамбы превышает 200 метров.

## Транспорт
Ребриха связана автобусным сообщением с ближайшими сёлами и деревнями (Подстёпное, Паново, Клочки и др.), с Барнаулом. Работают службы частных такси и грузоперевозок. Ближайшая железнодорожная станция: ст. Ребриха.

## Радио
- 69,41 — (Молчит) Радио России / ГТРК Алтай
- 100,8 — Авторадио
- 101,3 — Радио России / ГТРК Алтай
- 103,0 — Милицейская волна / Катунь FM

## Местное телевидение
Помимо аналогового вещания, работает телевидение в цифровом формате — пакеты № 1 и 2 федерального мультиплекса, 20 каналов. Расширяется подключение населения к услугам кабельного IP-TV, предлагаемого несколькими интернет-провайдерами.
| ТВК | Частота    | Называние    |
| --- | ---------- | ------------ |
| 32  | 559,25 МГц | Катунь 24    |
| 34  | 562 МГц    | РТРС-1 (1мп) |
| 35  | 578 МГц    | РТРС-2 (2мп) |

## Цифровое эфирное телевидение
Все 20 каналов для мультиплекса РТРС-1 и РТРС-2; Пакет радиоканал, включает: «Вести FМ», «Радио Маяк», «Радио России / Алтайская ГТРК».
- Пакет телеканалов РТРС-1 (телевизионный канал 34, частота 562 МГц), включает: «Первый Канал», «Россия 1 / Алтайская ГТРК», «Матч-ТВ», «НТВ», «Пятый Канал», «Россия К», «Россия 24 / Алтайская ГТРК», «Карусель», «ОТР», «ТВЦ».
- Пакет телеканалов РТРС-2 (телевизионный канал 35, частота 578 МГц), включает: «РЕН ТВ», «СПАС», «СТС», «Домашний», «ТВ3», «Пятница!», «Звезда», «Мир», «ТНТ», «МУЗ-ТВ».

## Связь и интернет
- Фиксированную телефонную связь и доступ к сети интернет предоставляет ОАО «Ростелеком», FB Telecom, Rapir Telecom.
- Доступна сотовая связь и беспроводной доступ к интернет по технологии 4G от операторов Билайн, МегаФон, МТС, Теле2.

## Символика

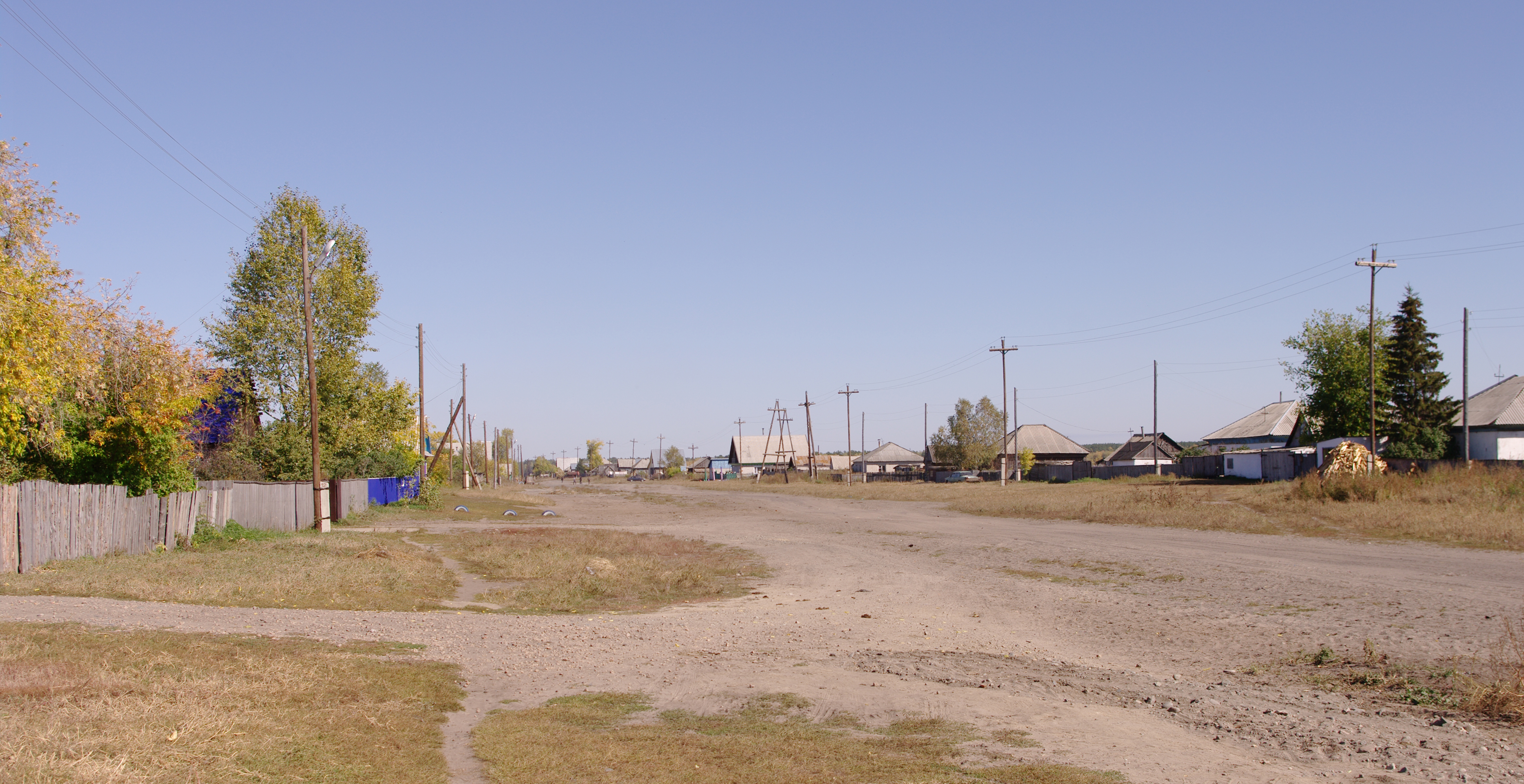
Улица Демьяна Бедного, самая длинная улица Ребрихи

Советский проект герба Ребрихи имеет следующий вид: в зелёном поле золотая глава, в которой название села золотом же, соединённая с золотым столбом, обременённым внизу четырьмя опрокинутыми узкими золотыми стропилами и сопровождаемым по бокам двумя серебряными елями.

## Люди, связанные с селом
- Куропятник, Дмитрий Григорьевич — Герой Советского Союза, В селе жил, работал и похоронен
- Зверев, Максим Дмитриевич (1896—1996) — учёный-зоолог и писатель-натуралист. После демобилизации (после 1917 г.) некоторое время работал в селе лесным техником.
- Попов, Филипп Васильевич (1930—2007) — советский партийный и государственный деятель, председатель Кемеровского облисполкома (1977—83 гг.), Министр жилищно-коммунального хозяйства РСФСР (1983—85 гг.), первый секретарь Алтайского крайкома КПСС (1985—90 гг.).